# Alekšince
Alekšince is een Slowaakse gemeente in de regio Nitra, en maakt deel uit van het district Nitra.
Alekšince telt 1.704 inwoners.